# Frogger's Adventures: The Rescue
Frogger's Adventures: The Rescue (フロッガーレスキュー, Frogger Rescue) est un jeu vidéo d'action-aventure développé par Konami Computer Entertainment Hawaii et édité par Konami, sorti en 2003 sur Windows, GameCube et PlayStation 2.

## Accueil
- GameSpot : 6,3/10 (GC)[1]